# Église Saint-Matthieu (Jersey)

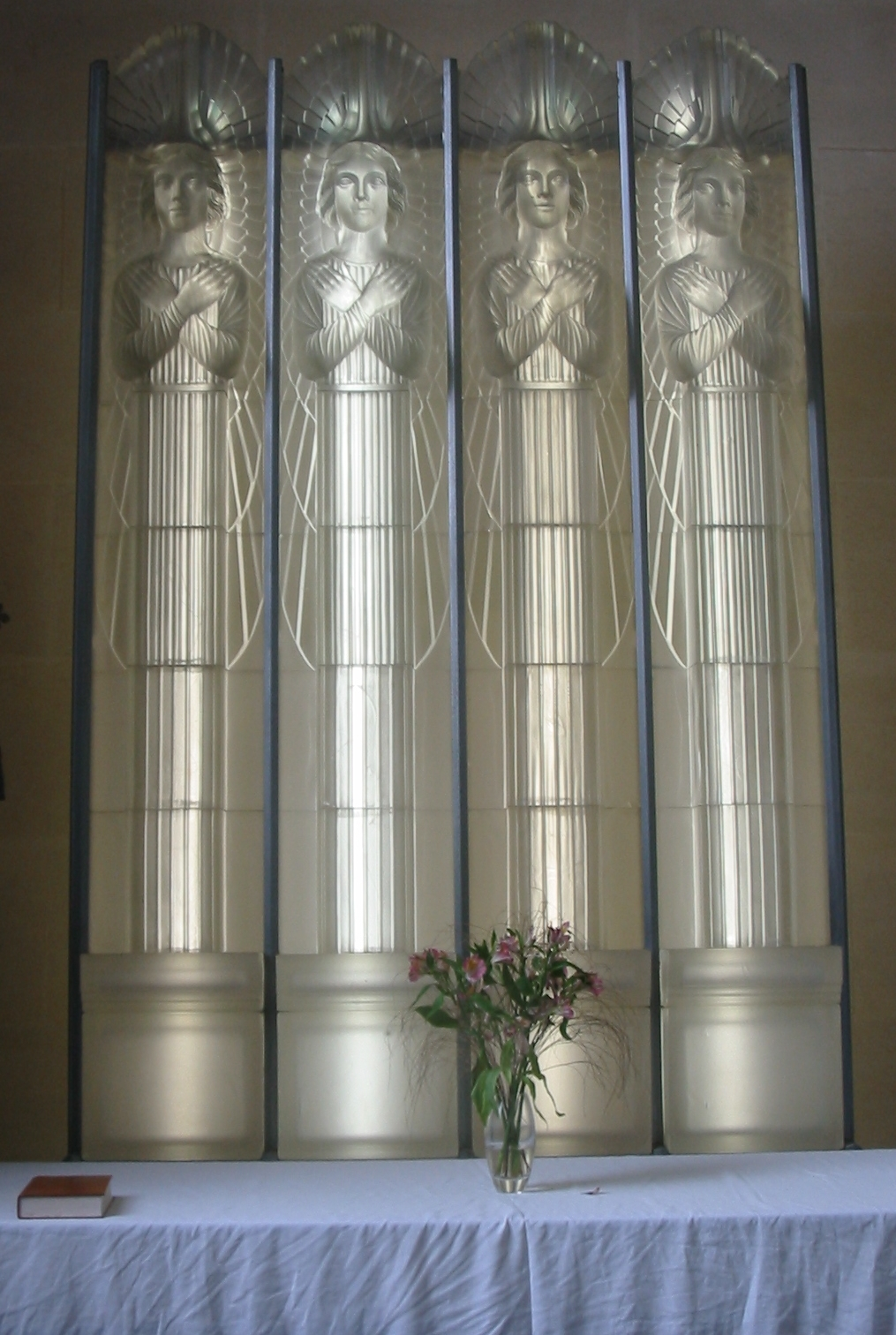
Retable en verre des anges de l'église Saint-Matthieu par René Lalique.

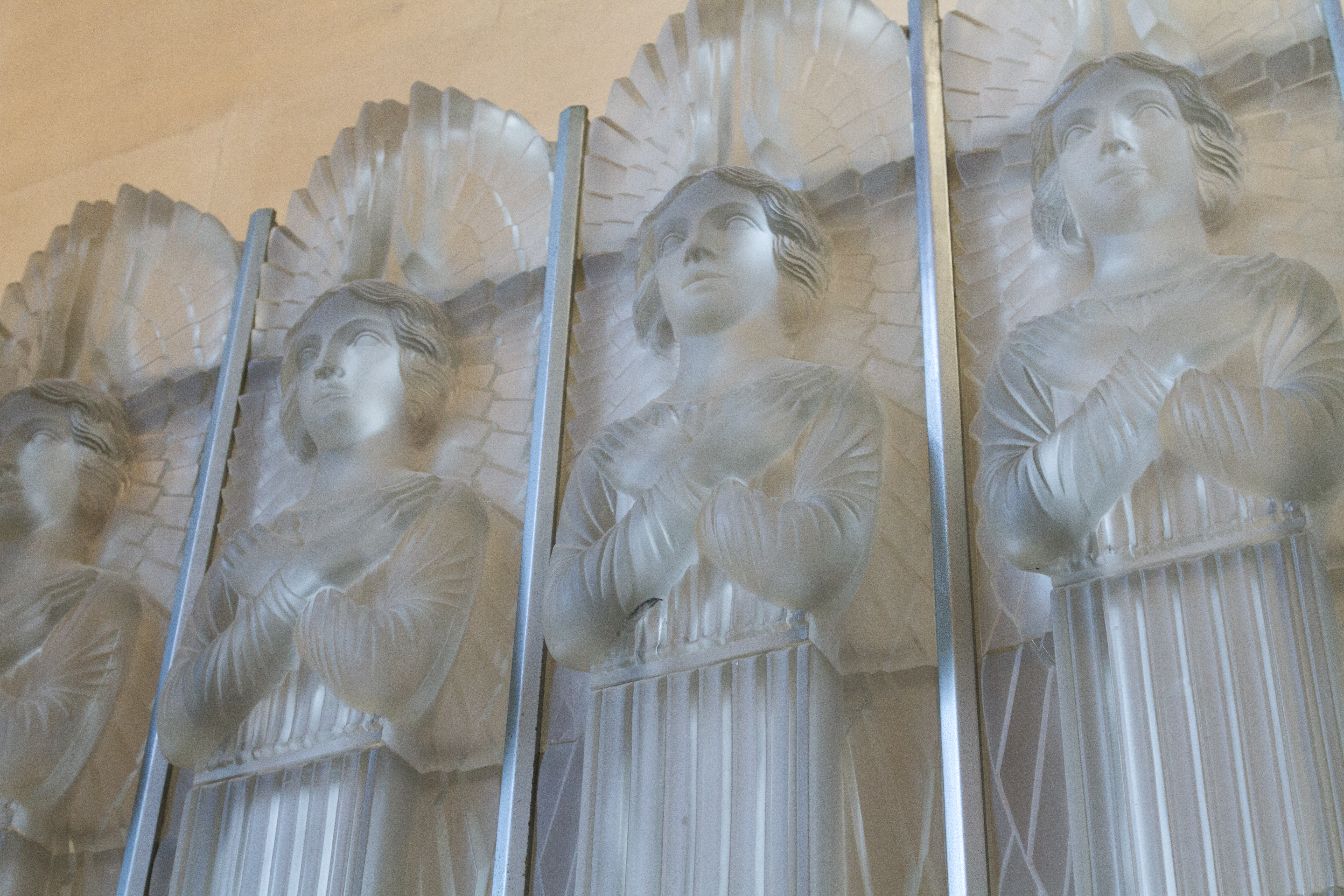
Détail du retable de René Lalique.

L'église Saint-Matthieu (en jersiais : Églyise dé Saint Matchi, en anglais : St Matthew's Church) est un édifice religieux qui est situé dans la paroisse Saint-Laurent sur l'île Anglo-Normande de Jersey. Elle est surnommée "l'église de verre" en raison de sa construction réalisée en partie avec le maître verrier français René Lalique.

## Présentation
L'église Saint-Matthieu fut construite en 1840 sur la paroisse de Saint-Laurent à Jersey en l'honneur de l'apôtre Matthieu. Elle fait partie du diocèse de Winchester et de l'archidiocèse de Bournemouth. L'église est située le long de la route de Saint-Aubin face à la mer (entre la rue de Haut, la rue des galets, la route de la Vallée de Saint-Pierre et l'avenue Victoria).
L'église est célèbre pour le chef-d'œuvre en verre réalisé par le maitre verrier René Lalique. En 1934, l'église Saint-Matthieu fut entièrement rénové. On fit appel à René Lalique pour réaliser le retable entièrement en verre opalescent, représentant des anges.
Le 26 septembre 2008, l'église Saint-Matthieu fut ajoutée à la liste du patrimoine de l'association Jersey Heritage pour son intérêt architectural, historique et artistique.

## Liens externes

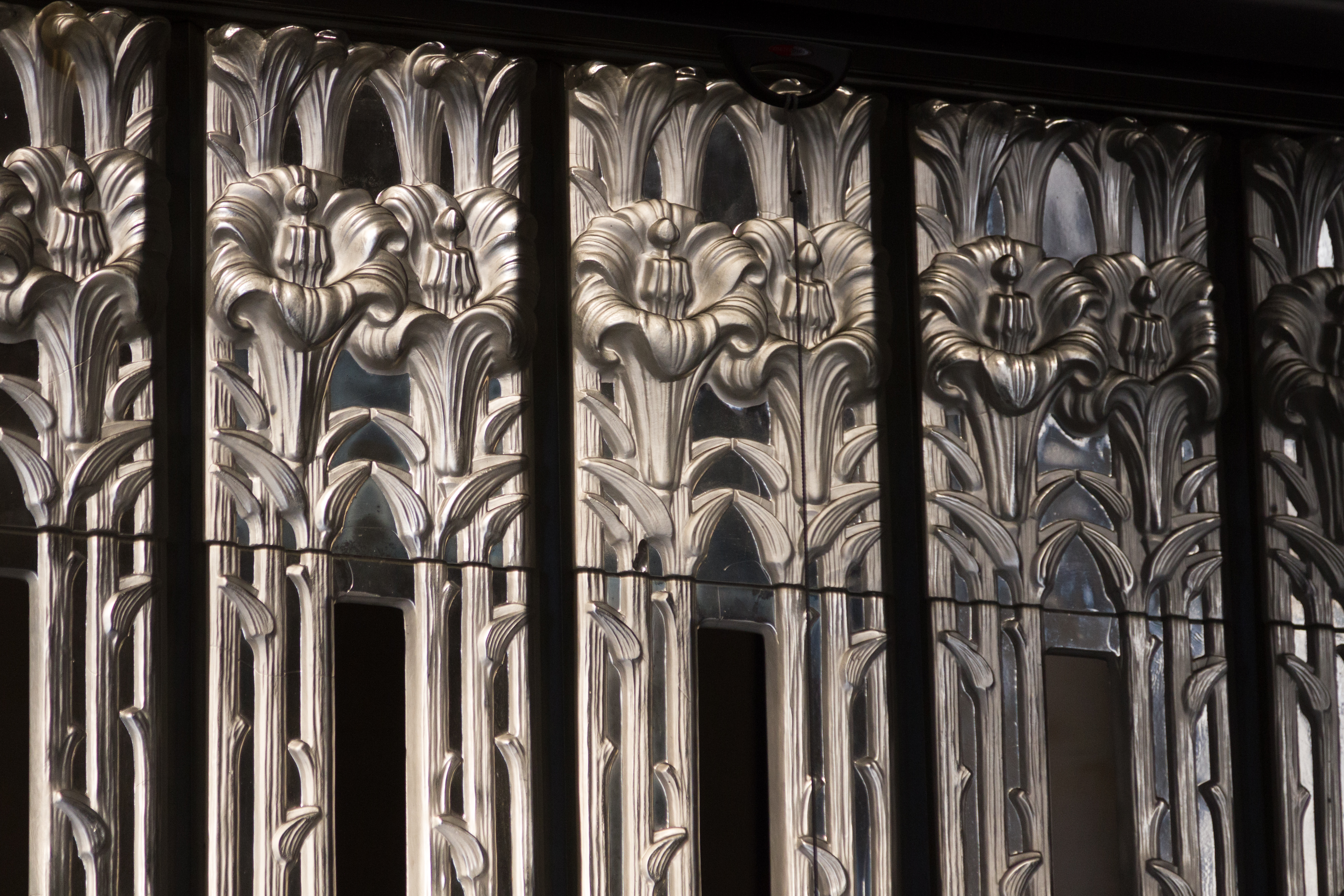
Détail d'une autre œuvre de René Lalique.